# Rue Cognacq-Jay (Reims)
Pour les articles homonymes, voir Cognacq-Jay.
La rue Cognacq-Jay est une voie de la commune de Reims, située dans le département de la Marne (département), en région Grand Est.

## Situation et accès
La rue Cognacq-Jay va de la rue du Docteur-Roux à l'Avenue d'Épernay.

## Origine du nom
Elle doit son nom à Ernest Cognacq.

## Bâtiments remarquables et lieux de mémoire
- Hôpital américain de Reims ;
- Centre hospitalier universitaire de Reims.

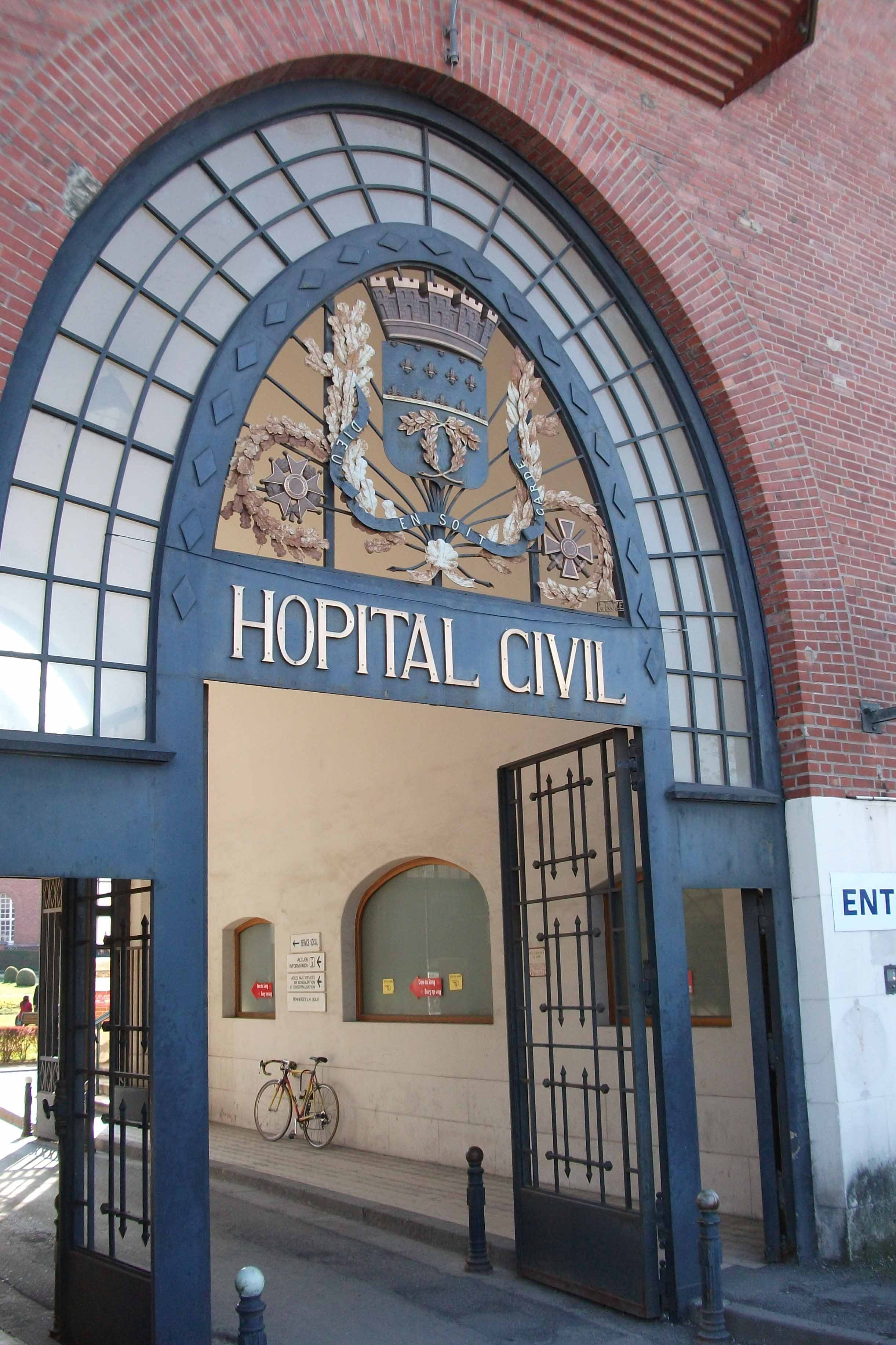
Entré historique du CHU ;
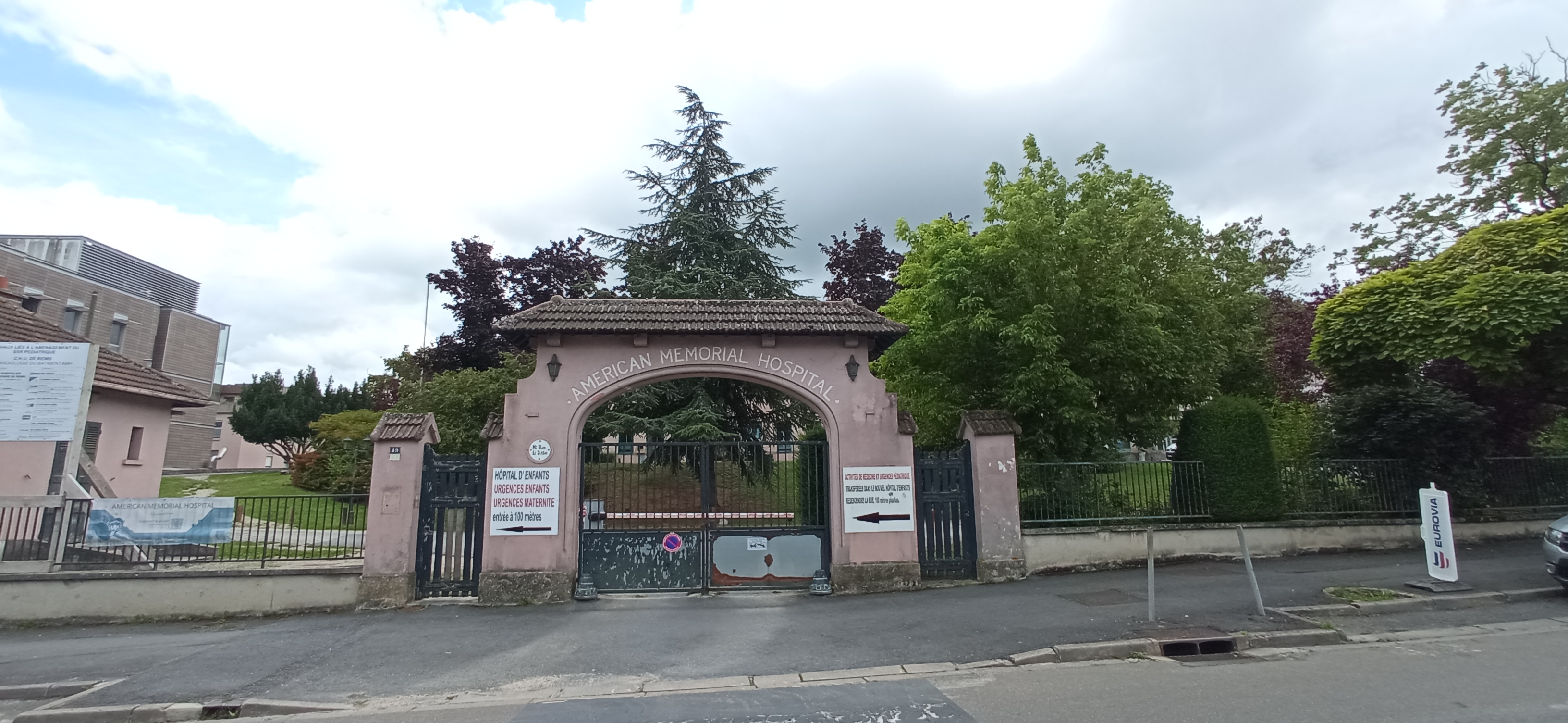
l'ancienne entrée de l'hôpital américain.